# 애이콤프로덕션
(주)애이콤프로덕션(AKOM PRODUCTION, LTD.)은 대한민국의 애니메이션 스튜디오로, 1985년, 신능균에 의해 설립되었다.

## 제작 애니메이션
- 아기공룡 둘리(1987-1988)
- 왕후 심청(2005)
- 소나기(단편)

## 하청제작
- 트랜스포머 G1(1984-1987)
- 심슨 가족(1987)
- 타이니 툰(1990-1992)
- 배트맨 TAS(1992-1993)
- 엑스맨(1992-1997)
- 애니매니악스(1993-1996)
- 전사 가고일(1994-1997)
- 꼬마유령 캐스퍼(1996-1998)
- 두꺼비 순찰대(1999)
- 틴데이즈(2009)